# Vital Kamerhe
Vital Kamerhe Lwa Kanyiginyi Nkingi, né le 4 mars 1959 à Bukavu, dans la province du Sud-Kivu, est un économiste et homme d’État de la république démocratique du Congo. Il est président de l'Assemblée nationale de décembre 2006 à mars 2009 sous le regime du président Joseph Kabila puis depuis mai 2024 sous Félix Tshisekedi, poste qu'il occupe à ce jour. Il est aussi vice Premier ministre, ministre de l'Économie nationale de la RDC de 2023 à 2024 et directeur de cabinet du président Félix Tshisekedi entre le 25 janvier 2019 et mai 2020.
Ancien secrétaire général du Parti du peuple pour la reconstruction et la démocratie (PPRD), il devient le directeur de campagne du président Joseph Kabila lors des élections de 2006 avant de tomber en disgrâce en 2009. En décembre 2010, Vital Kamerhe lance son propre parti politique, l'Union pour la nation congolaise (UNC) et se porte candidat à l'élection présidentielle du 28 novembre 2011. Il remporte 7,74 % des suffrages et sa campagne est occultée par le duel entre le président sortant Joseph Kabila et son opposant Étienne Tshisekedi de l'Union pour la démocratie et le progrès social (UDPS).
Vital Kamerhe a occupé divers postes dans plusieurs cabinets ministériels, dont ceux de Léon Kengo, Mushobekwa Kalimba wa Katana et du général Denis Kalume Numbi. Il est nommé commissaire général adjoint du gouvernement (AFDL) chargé des relations avec la MONUC. Plus tard, il devient titulaire en tant que commissaire général du gouvernement chargé du suivi du processus de paix dans la région des Grands Lacs. Il a occupé ce poste jusqu’à sa nomination comme ministre de la Presse et de l’Information dans le gouvernement de transition en 2003.
Vital Kamerhe est une personnalité marquante et controversée de la période débutant avec la deuxième guerre du Congo, en 1998, et des divers processus de « paix » subséquents ayant établi durablement une guerre de prédation à faible intensité à l'Est du Congo. Le résultat en a été la guerre la plus meurtrière depuis la deuxième guerre mondiale avec plus de 6 millions de victimes. Après l'élection présidentielle de 2018 remportée par le Félix Tshisekedi, il est nommé directeur de cabinet du président Tshisekedi et est accusé de détournement. Il comparait le 11 mai 2020 devant le tribunal, accusé de détournement des fonds du programme des 100 jours du chef de l'État Félix Tshisekedi. Il est condamné à 20 ans de prison en 2020 avant que le jugement ne soit cassé et qu'il soit acquitté en 2022.

## Biographie
Vital Kamerhe est le fils de Constantin Kamerhe Kanyiginyi et d'Alphonsine Nemberwa Mwankingi. Ils sont d'origine shi de Walungu dans la province du Sud-Kivu,,. Vital Kamerhe est né à Bukavu le 4 mars 1959 dans la province du Kivu.
Vital Kamerhe est marié à Hamida Chatur Kamerhe. Ensemble, ils ont 14 enfants.
Vital Kamerhe est un polyglotte qui maîtrise globalement les quatre langues nationales du Congo : le kikongo, le lingala, le swahili et le tshiluba en plus de certaines langues étrangères l'anglais.

### Scolarité
Il commence ses études primaires à Bukavu puis à Goma dans la province du Kivu. Il les poursuit au Kasaï-Oriental à Ngandajika où il finira son école primaire. De 1973 à 1975, il fréquente l'Institut Sadisana (ancien collège Saint-François-Xavier) à Kikwit Sacré-Cœur, dans la province du Bandundu. Il est alors en troisième et quatrième scientifique, option Mathématiques-Physique. L'année suivante, la famille déménage à nouveau à Kananga (province du Kasaï-Occidental) pour une année avant de retourner au Kasaï-Oriental cette fois-ci à Mbuji-Mayi. Là, il obtient son diplôme d’État (diplôme de fin d'études secondaires) en 1980 à l'Institut Mulemba.
En 1980, il s'inscrit à l'Université de Kinshasa. Il obtient un diplôme de licence en sciences économiques en 1987. Le 4 octobre 2019, Vital Kamerhe défend sa thèse de doctorat en linguistique appliquée intitulée « Effects of political rhetoric (Political Discourse) on Economic Growth for Sustainable Development in DRC » à Hellenic American University (campus d'Athènes/Grèce).
De 1987 à 1995, il est assistant chargé des cours à la faculté des sciences économiques à l'université de Kinshasa sous la supervision du professeur Nyembo. Après 10 ans comme assistant, il fait ses premiers pas en politique au sein de l’Union pour la démocratie et le progrès social en 1984.

### Entrée en politique
Kamerhe affirme avoir fait ses premiers pas politiques dans l’Union pour la démocratie et le progrès social (UDPS). Plusieurs sources[Lesquelles ?] affirment qu'il avait milité auparavant au Front des jeunes mobutistes (FROJEMO) et aurait joué le rôle d'« informateur » pendant ses études au campus de Kinshasa.[réf. nécessaire] Vital Kamerhe lui-même (lors d'une interview le 10 mai 2014) fait remonter le début de son engagement politique à 1981, alors qu'il était à l'université en deuxième année du premier cycle (« graduat »), tout en se défendant de l'avoir été sous la bannière du Mouvement populaire de la révolution. En 1987, il aurait rencontré le maréchal Mobutu à Nsele, rencontre initiée par le Service d’action et de renseignements militaire, alors qu'en 1983 il avait rejoint les jeunes partisans de l'UDPS d'Étienne Tshisekedi[réf. nécessaire].
À la fin de ses études, Vital Kamerhe rejoint les sphères mobutistes d'abord comme coordonnateur de la Cellule d’études de planification de l’Enseignement supérieur et universitaire de 1988 à 1989, puis comme conseiller économique et financier au ministère des Mines et Énergie de 1989 à 1990.
De 1991 à 1992, pas moins de quatre premiers ministres se succèdent. Vital Kamerhe occupe plusieurs postes de manière plus ou moins éphémère. Il devient conseiller au ministère des Mines sous le gouvernement de Jean Nguza Karl-I-Bond en 1992. Toujours en 1992 il devient conseiller financier au ministère des Postes, Téléphones et Télécommunication, tout en assumant la fonction de directeur des études de la Chambre de commerce franco-zaïroise. Durant cette période, d'après les propres dires de Kamerhe, il abandonne son postnom (Lwa Kanyiginyi Nkingi) « pour des raisons médiatiques ».
De 1990 à 1995, il assure la fonction de président de la Jeunesse de l'Union sacrée de l'opposition radicale et alliés (JUSORAL).
Pendant cette période, il occupe plusieurs fonctions dans divers cabinets ministériels à un rythme aussi accéléré que lors des successions de gouvernements éphémères de 1991. En 1993, il est directeur du cabinet du ministère de l’Environnement, Tourisme et Conservation de la Nature (le Zaïre a eu deux gouvernements en 1993 : celui de Faustin Birindwa, par l'ordonnance présidentielle du 2 avril 1993, et le gouvernement Tshisekedi remanié par le décret ministériel du 9 avril 1993). En 1994, il devient coordonnateur du cabinet du Premier ministre Kengo Wa Dondo, dans le septième gouvernement de la transition de Mobutu (ordonnance du 6 juillet 1994). Enfin, de 1994 à 1995, il est directeur de cabinet du ministre de l’Enseignement supérieur et universitaire Mushobekwa Kalimba wa Katana au gouvernement remanié de Kengo wa Dondo.

### Guerres du Congo et émergence politique de Kamerhe
À l'issue de la première guerre du Congo en 1997, Laurent-Désiré Kabila arrive au pouvoir avec son mouvement, l'Alliance de forces démocratiques pour la libération du Congo (AFDL). Vital Kamerhe se rallie au nouveau régime.[réf. nécessaire]
En 1997, le président Laurent-Désiré Kabila confie au général Denis Kalume Numbi la tâche de mettre en place le « Service national ». Cette structure paramilitaire rassemble des militaires et des civils, avec pour objectif la production agricole, la formation des jeunes aux métiers et une formation militaire de base. Vital Kamerhe est nommé directeur administratif et financier dans son cabinet.[réf. nécessaire]
Au déclenchement de la deuxième guerre du Congo en août 1998, Vital Kamerhe fait connaissance de Joseph Kabila, lors de la défense de l'aéroport de Kinshasa.
Peu après, au cours de la conférence de Victoria Falls au Zimbabwe, Laurent-Désiré Kabila remarque Vital Kamerhe. Celui-ci fait partie de la délégation du gouvernement lors des négociations pour l'accord de cessez-le-feu de Lusaka pour la RDC obtenu par le Conseil de Sécurité de l'ONU le 10 juillet 1999 (S/1999/815) alors qu'il est directeur de cabinet adjoint au ministère de la Reconstruction. De retour au pays, au moment de la conclusion de l’accord de siège entre la RDC et l’ONU pour la mise sur pied de la Mission de l'Organisation des Nations unies pour la stabilisation en république démocratique du Congo (MONUC) au début de l'année 2000, Vital Kamerhe devient le commissaire général adjoint au Commissariat général du gouvernement chargé des affaires de la MONUC pour les questions politiques, logistiques et Finances (2000-2002). Il est l'adjoint du professeur Ntwaremba Onfre (Bandundu), aux côtés de Vangu Mambweni ma Busana (Bas-Congo). Une lutte de leadership au sein de l'équipe dessert l'organisation et annihile l’action de cette structure qui avait pour mission de gérer les relations entre le gouvernement et la MONUC[réf. nécessaire].
Laurent-Désiré Kabila est assassiné janvier 2001 et Joseph Kabila accède à la présidence de la république. Le nouveau président amorce alors des démarches pour lancer des négociations avec les adversaires du Congo : le « Dialogue intercongolais ». Vital Kamerhe est nommé commissaire général du Gouvernement chargé du suivi du processus de paix dans la région des Grands-Lacs, un poste stratégique alors que la deuxième guerre du Congo s'enlise dans une guerre à faible intensité, centrée à l'Est de la République.
Au terme du Dialogue intercongolais, Vital Kamerhe obtient le poste de ministre de la Presse et de l'Information de la Transition de 2003 à 2004.

### Présidence de l'Assemblée nationale
Le 31 mars 2002 à Kinshasa est fondé le Parti du peuple pour la reconstruction et la démocratie (PPRD), dont Vital Kamerhe est nommé Secrétaire général le 1er juillet 2004 avec comme mission d'organiser la campagne de Joseph Kabila pour le scrutin présidentiel de 2006. Le vendredi 10 mars 2006, le lendemain de la promulgation de la loi électorale, Vital Kamerhe présente au public un livre, Pourquoi j’ai choisi Joseph Kabila, dans lequel il fait l'apologie de Kabila. Devant le peu de succès que récolte la campagne en faveur de Joseph Kabila dans toute la moitié ouest du pays, Vital Kamerhe mise sur son arrière-pays, le Kivu et la partie swahiliphone de la RDC. Il y établit son propre fief électoral et, à l'issue des élections, est élu haut la main député de la circonscription de Bukavu au Sud-Kivu[réf. nécessaire].
En décembre 2006, il est élu président de l’Assemblée nationale de la république démocratique du Congo,. Le 11 mai 2007, Léon Kengo Wa Dondo (né Léon Lubicz) se présente comme candidat indépendant au poste de président du sénat. Il bat, contre toute attente Léonard She Okitundu, candidat de l'AMP, la coalition majoritaire au pouvoir.
Après quoi, seul le gouvernement cédé à Antoine Gizenga du Parti lumumbiste unifié (Palu) lors de la formation de la coalition dirigeante échappe au clan d'ascendance rwandaise. Par contre ce gouvernement officiel est fortement affaibli par la mise en place, autour de la présidence, d'un gouvernement « parallèle », avec des ministres ayant un pouvoir décisionnel plus élevé que ceux du Gouvernement officiel.
Une opération armée conjointe rwando-congolaise au Nord-Kivu contre les Forces démocratiques de libération du Rwanda (FDLR) était prévue entre le 20 janvier et le 27 février 2009. Cette opération secrète du nom de code Umoja Wetu (en) (notre unité) avait été négociée par le président congolais Joseph Kabila et son homologue rwandais, Paul Kagame à partir de l'Ouganda.
Vital Kamerhe exprima publiquement son opposition et critiqua le fait qu’une entrée au Congo de l’ex-armée ennemie n’ait pas été discutée au Parlement. À l'instigation de l'entourage de Joseph Kabila, le 24 février 2009, le vice-président de l'Assemblée nationale Christophe Lutundula et la questeur adjointe Brigitte Kalama présentent leur démission au bureau du secrétariat de l'Assemblée nationale. Acculé, Vital Kamerhe démissionne le 26 mars 2009,,.
Selon un câble diplomatique de l'ambassade américaine daté de la même année, une lutte de pouvoir opposait le président Joseph Kabila et Vital Kamerhe. Le document fait un portrait au vitriol de Vital Kamerhe : « Sa réputation de leader modernisateur, démocrate et honnête ne correspond peut-être pas tout à fait à la réalité... Ses détracteurs l’ont même accusé (accusations que nous ne pouvons corroborer), d'attiser - pour des fins politiques -  la flamme du conflit dans les provinces du Nord et Sud-Kivu (…) dans le but d’ affaiblir Kabila. Selon une source, il aurait  même acheminé  de l'argent au général renégat Laurent Nkunda dans son œuvre de déstabilisation de Kabila. Que ces allégations soient vraies ou non, tous les diplomates occidentaux avec qui nous avons parlé s'accordent sur le constat que Kamerhe recourt fréquemment au mensonge pour s'assurer un gain politique.(...) Nos informateurs nous rapportent que son ambition aveugle de devenir un jour président a compromis son jugement... Il est soupçonné d'avoir bloqué des enquêtes sur les allégations de détournement de sommes considérables lors de sa présidence à l'Assemblée nationale ».

### Élections de 2011

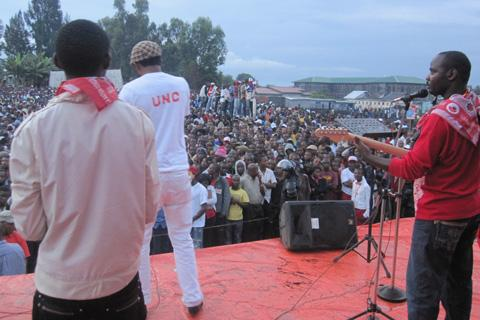
Concert pour la candidature de Vital Kamerhe à l'élection présidentielle, en novembre 2011.

Le 18 avril 2009, Évariste Boshab succède à Vital Kamerhe à la présidence de l'Assemblée nationale. Le 14 décembre 2010, Vital Kamerhe démissionne du PPRD et de l'Assemblée nationale et fonde son parti : l’Union pour la nation congolaise (UNC).
Deux jours plus tard, il retourne dans son fief du Kivu. Pour l'occasion, Vital Kamerhe déclare : « Je suis venu dire à la population de Goma que j’ai menti en 2006 ». En dehors de son fief, une bonne partie de l'opinion publique et de l'opposition politique congolaise en général continuent de le percevoir comme un « faire-valoir » pour le président Kabila, en attendant son tour en 2016. Visiblement réfractaire à l'ouverture de l'espace économique du Congo à la Chine, Kamerhe préconise une nouvelle formule du commerce triangulaire sur l'Atlantique[réf. nécessaire].
Le 5 avril 2011, Vital Kamerhe publie ses réflexions aux éditions Larcier. Dans un message destiné à l'Occident, l'économiste plaide que la RDC a un rôle stratégique à jouer.
À l'issue du congrès de son parti tenu à Kinshasa, il est investi comme candidat à l'élection présidentielle du 28 novembre 2011. En outre, 447 candidats de l'UNC briguent les 500 sièges au parlement pour les élections législatives. Le nouveau mode de scrutin pour la présidentielle ne comportant cependant qu'un seul tour, Vital Kamerhe prône l'union de l'opposition contre Joseph Kabila, sans pour autant annoncer son désistement. Le président de l'UDPS, Étienne Tshisekedi, refuse aussi de céder sa place.
La campagne électorale de 2011 est entièrement dominée par le duo Joseph Kabila, le président sortant d'un côté, et Étienne Tshisekedi de l'autre côté, occultant les autres candidats.
À l'issue du scrutin, Vital Kamerhe obtient 7,74 % des suffrages exprimés dans l'ensemble du pays. La grande majorité de son électorat reste concentrée au Sud-Kivu (42 %), et dans une moindre mesure au Nord-Kivu voisin (23 %). En outre, le parti réussit à faire élire 16 députés.
À l’annonce des résultats provisoires de l'élection présidentielle le 10 décembre 2011, dans une déclaration à l'AFP, Étienne Tshisekedi rejette les résultats de la CENI, et se déclare « président élu de la République démocratique du Congo ». Vital Kamerhe rejette également « catégoriquement » ces résultats et reconnait la victoire de Tshisekedi.
Tirant les conséquences de son auto-proclamation comme nouveau président élu de la RDC, le candidat Étienne Tshisekedi refuse de recourir à la Cour suprême pour contester le travail effectué par la CENI et ne modifie en rien son attitude de méfiance envers Vital Kamerhe. Encouragé par ce qui restait de l’opposition congolaise, le candidat Vital Kamerhe introduit une requête en annulation de l'élection auprès de la Cour suprême le lundi 12 décembre, en son nom personnel.
La CENI reconnaitra des irrégularités mais les résultats n’en sont pas pour autant invalidés. La Cour suprême jugera la requête recevable mais non fondée avant de procéder à la proclamation des résultats définitifs donnant Joseph Kabila vainqueur.
Les candidats malheureux à l'élection tentent d'orienter la sortie de crise vers la formation d'un énième gouvernement de transition inclusif. Ainsi, lors des consultations pour la formation du nouveau gouvernement en mars 2012, Vital Kamerhe prônant désormais le dialogue rencontre l’informateur Charles Mwando.

### Élections de 2018
Le 23 novembre 2018, Vital Kamerhe retire sa candidature à l'élection présidentielle de 2018 en république démocratique du Congo, prévue le 30 décembre, en faveur de Félix Tshisekedi, à la suite d'un accord entre les deux hommes selon lequel le premier deviendrait Premier ministre en cas de victoire du second, et le premier serait candidat en 2023. Dans la nuit du 19 au 20 janvier 2019, Tshisekedi est proclamé élu président de la République par la Cour constitutionnelle, de manière controversée pour certains. Martin Fayulu s'autoproclame président élu et appelle la communauté internationale à ne pas reconnaître la décision de la Cour.
Le 25 janvier 2019, il est nommé directeur de cabinet du président de la République. Kamerhe et Tshisekedi gouvernent en tandem dans une « opacité totale »
Le 7 mars 2019, il renonce à son mandat de député.

### Procès et acquittement
Le 8 avril 2020, Vital Kamerhe, directeur de cabinet et principal allié politique du président de la république démocratique du Congo Félix Tshisekedi, est placé en détention provisoire à la prison centrale de Kinshasa. Il est entendu dans le cadre de l'enquête sur les travaux des 100 jours.
En mai 2020, il reste en détention jusqu'à la prochaine audience fixée au 3 juin 2020, avec une liste des témoins clés qui doivent être entendus dans ce dossier judiciaire très suivi et diffusé par la télévision nationale.
Le 11 juin 2020, le procureur général requiert contre lui 20 ans de travaux forcés pour détournement, 15 ans pour corruption, avec 10 ans d'interdiction de droits de vote et d'inéligibilité. Il demande également que l'accusé rembourse les sommes présumées détournées, ainsi que la saisie des sommes se trouvant dans le compte de Kamerhe, sa femme Amida Chatur et sa belle-fille Soraya Mpiana entre 2019 et 2020.
Les mêmes peines sont requises contre l'homme d'affaires libanais Sammih Jammal, auxquelles le procureur ajoute l'exclusion définitive et l'interdiction d'accès au territoire national.
Le 20 juin 2020, Vital Kamerhe, est condamné à 20 ans de travaux forcés, 10 ans d’inéligibilité et d'interdiction d'accès aux fonctions publiques, pour détournements, corruption aggravée et blanchiment d’argent, par le Tribunal de grande instance de Kinshasa-Gombe. Son co-accusé, l’homme d’affaires Samih Jammal, est condamné aux mêmes peines, avec une mesure d'expulsion à l’issue de leur exécution. Ce tribunal ordonne aussi la confiscation des comptes et propriétés de membres de la famille de Vital Kamerhe.
Le 24 juillet 2020, s'ouvre le procès en appel de Vital Kamerhe. Mais tout juste ouvert, le procès en appel est ajourné au 7 août 2020 pour des raisons de procédure et reste dans l'attente d'une décision de la Cour de cassation.
En juin 2021, la cour d'appel de Kinshasa a réduit de 20 ans à 13 ans de prison la peine de Vital Kamerhe.
Kamerhe est remis en liberté provisoire le 6 décembre 2021 sur décision de la Cour de cassation. Le 3 janvier 2022, il quitte la RDC, avec l'autorisation de la justice, pour la France et pour un mois afin d'y recevoir des soins médicaux,.
En avril 2022, la cour de cassation annule la condamnation de Kamerhe. Le dossier pénal retourne désormais devant la cour d'appel de Kinshasa-La Gombe. Kamerhe revient de sa convalescence en France quelques jours après cette annulation.
En juin 2022, la cour d'appel de Kinshasa acquitte Vital Kamerhe dans son procès pour corruption et détournement de fonds.

### Ministre
Le 23 mars 2023, il fait son entrée au sein du gouvernement Lukonde II, devenant vice-Premier ministre ainsi que ministre de l'Économie.
En août 2023, Vital Kamerhe annonce que l'Union pour la nation congolaise (UNC) soutient la candidature du président Félix Tshisekedi lors de l'élection présidentielle prévue en 2023. Ceci indique un changement avec l'accord conclu en 2018 entre Kamerhe et Tshisekedi au terme duquel Kamerhe devait se présenter à l'élection présidentielle de 2023 avec le soutien de Tshisekedi,.

### Retour à l'Assemblée nationale
Le 24 avril 2024, Vital Kamerhe est désigné candidat de l'Union sacrée de la nation pour la présidence de l'Assemblée nationale.
Le 19 mai 2024, lors d'une tentative de coup d'État, une vingtaine d'hommes armés s'attaquent à sa résidence. Kamerhe réussit à se cacher avant que la garde républicaine ne reprenne le contrôle.
Le 22 mai, Vital Kamerhe est élu président de l'Assemblée nationale. Il prend ses fonctions le 24 mai et remplace Christophe Mboso N'Kodia Pwanga,.